# ブラックライオン
ブラックライオン（英: Black Lion、グルジア語: შავი ლომი, ラテン文字転写: shavi lomi）は、ジョージアのトビリシに本拠地を置くラグビーユニオンクラブである。ラグビー・ヨーロッパ・スーパーカップに所属。愛称はLomi。

## 歴史
2021年創設。スコッドは全員ジョージア人で構成されている。
2021-22シーズン、ラグビー・ヨーロッパ・スーパーカップに出場し、決勝でポルトガルのルシタノスXVを破って優勝。
2022シーズンは南アフリカのカリーカップ・ファーストディビジョン（2部リーグ）に参戦。レギュラーシーズン4位となりプレーオフ進出を果たした。プレーオフ初戦（準決勝）で、優勝したグリフォンズに延長の末に敗れた。さらに同年度ラグビー・ヨーロッパ・スーパーカップでは決勝でイスラエルのテルアビブ・ヒートを破って大会2連覇。
2023年4月、南米（ウルグアイ・アルゼンチン）遠征を敢行し、スーペル・ラグビー・アメリカス（SRA）のメンバーであるドゴスXV、セルクナム、パンパス、ペニャロールなどと対戦する。

## タイトル
- ラグビー・ヨーロッパ・スーパーカップ
  - 優勝 3回：2021-2022,2022,2023

## 歴代所属選手
- メラブ・シャリカゼ(主将・ジョージア代表)
- ニコロズ・カティアシヴィリ(ジョージア代表)
- ギオルギ・トヒライシヴィリ(ジョージア代表)
- ギオルギ・ベガゼ(ジョージア代表)
- ミリアン・モデバゼ(ジョージア代表)
- アレクサンドレ・トドゥア(ジョージア代表)
- ラシャ・フマラゼ(ジョージア代表)
- ソソ・マティアシヴィリ(ジョージア代表)
- ノダル・チェイシュヴィリ(ジョージア代表)